# Jornada d'Alger (1541)
Es coneix com  la Jornada d'Alger  a l'expedició efectuada per l'Emperador Carles V per prendre Alger a Khair ed-Din Barba-rossa.

## Antecedents
L'almirall otomà Khair ed-Din Barba-rossa amenaçava des d'Alger les costes mediterrànies i pretenia recuperar el domini sobre Tunis que havia perdut el 1535.
Les bones relacions dels otomans amb els moriscos, als que havien acollit després de la seva expulsió de la península Ibèrica feien que el perill per als imperials fos més elevat, per la qual cosa l'Emperador Carles V decidí conquerir Alger, com li havia aconsellat la difunta emperadriu.
El Papa Pau III intentà dissuadir-lo plantejant que era més important atacar els turcs al cor d'Europa, perquè acabaven de prendre Buda i Pest. D'altra banda, Andreu Doria i Alfonso de Ávalos també tractaren de dissuadir-lo, considerant que s'estava acabant l'estiu de 1541 i que s'acostava l'època dels temporals. Tot i això, l'emperador emprengué l'aventura.

## L'esquadra
L'esquadra en la que embarcà l'Emperador Carles V cap a Alger el 18 d'octubre de 1541 des de Palma, estava composta per les galeres d'Andreu Doria, príncep de Melfi i almirall en cap de l'expedició, quatre galeres de l'Orde de Malta, quatre galeres del Regne de Sicília al comandament de Berenguer de Requesens i Tagliavia, sis galeres la República de Gènova comandades per Antonio Doria, cinc galeres del Regne de Nàpols, amb García Álvarez de Toledo y Osorio, quatre galeres del Comte de Anguilera, dues galeres del Vescomte Cicala, dues galeres del Duc de Terranova i dues galeres del Senyor de Mònaco.
L'esquadra de Màlaga, enviada per Fernando Álvarez de Toledo y Pimentel amb les 15 galeres de Bernardino de Mendoza i 200 embarcacions de totes les mides, en la que anaven embarcats molts nobles i personatges famosos, entre ells Hernán Cortés, i juntament amb els galions del Cantàbric, es va dirigir directament cap a Alger, trobant-se al Cap Cajina, a l'oest d'Alger.
En total l'estol era de 65 galeres i unes 300 naus de guerra i transport, portant 12.000 homes de mar i per al desembarcament 8.000 infants espanyols, 6.000 alemanys i 6.000 italians, 3.000 aventurers i 2.000 cavallers, més uns 4.000 soldats de dotació de les galeres.

## L'operació
El 20 d'octubre, tres mesos més tard del previst inicialment, la flota es trobà a la costa algeriana, però el mal temps feu endarrerir el desembarcament, i els mariners més avesats aconsellaren a l'emperador que desistís de l'operació, però aquest insistí a executar el seu pla.
L'esquadra de Bernardino de Mendoza quedà al resguard d'una cala mentre la resta dels vaixells seguien la costa buscant un lloc propici per al desembarcament, que triaren entre els rierols Khem i Harzach, a pocs quilòmetres d'Alger. El diumenge 23 d'octubre, millorà el temporal i s'inicià el desembarcament de matinada. Les tropes havien de travessar un llarg tros amb l'aigua a la cintura, portant les seves armes, i queviures per a tres dies. Al migdia gairebé tota la tropa havia desembarcat, però el temporal s'agreujà i no es pogué desembarcar el material pesant, cavalls i queviures.
Dilluns, les tropes desembarcades començaren el seu avanç, dividides en tres cossos. Els espanyols a l'avantguarda, al comandament de Ferrante Gonzaga, els alemanys, al mig, manats pel duc d'Alba i acompanyats per l'Emperador, i els italians al comandament de Camilo Collonada, i acompanyats per 400 cavallers de l'Orde de Malta per la costa són hostilitzats per genets indígenes irregulars, armats d'escopetes i ballestes.
La ciutat estava ben fortificada però comptava amb poques tropes, uns 800 turcs i 5.000 moros, la meitat d'ells refugiats moriscos espanyols. En desembarcar Carles I, envià un correu a Hassan Aga, al càrrec de la defensa d'Alger en absència de Khair ed-Din Barba-rossa, demanant la rendició, però no obtingué resposta.

## El setge
S'establí el setge i es preparà el pla per l'assalt, per al qual es comptava amb el suport de les galeres des del mar, però al no disposar de la maquinària de setge i les eines d'escalada s'anà retardant l'atac, mentre empitjorava el temps, amb pluges torrencials i vents huracanats, que ensorraren les tendes del campament, i amb el terra enfangat i sense resguard, les tropes no pogueren dormir en tota la nit.
L'endemà seguia el mal temps, i els assetjats feren una sortida sota la tempesta obligant a fugir a les portes d'Alger un destacament italià al que s'havia mullat la pólvora i apagat les metxes, al que van haver d'ajudar els alemanys i els cavallers de l'Orde de Malta, causant uns 300 morts i altres tants ferits, però les tropes invasores van aconseguir tancar el setge, confiant a prendre la ciutat l'endemà.
Els dies 24 i 25 s'intensificà el temporal i en poc temps s'enfonsaren 150 naus carregades de queviures, municions i cavalls, i les tripulacions de les naus encallades pel temporal foren passades a ganivet pels algerians, però moltes naus aconseguiren salvar-se tirant a l'aigua elements pesants, com l'artilleria. Andreu Doria reuné les naus supervivents i les dugué a l'abric del cap Matefu. En vista de la situació i la manca de queviures, en terra se celebrà consell i els generals decidiren aixecar el setge i dirigir-se a les naus de Doria per reembarcar, i Carles acceptà la decisió.

## La retirada
S'inicià la retirada gairebé sense queviures i amb els espanyols protegint la rereguarda. En arribar al cap Matefu, a quatre dies de camí, Hernán Cortés proposà a l'Emperador que embarqués i li deixés les tropes per tornar a intentar la conquesta d'Alger, però Carles no ho acceptà.
Per poder reembarcar, es llançaren a l'aigua els cavalls per fer lloc als homes, però gairebé acabat el reembarcament, el temps tornà a empitjorar, de manera que s'acabà precipitadament, i es feren a la mar, mentre algunes naus s'estavellaven contra els esculls, i altres es dirigiren a Alger, lliurant-se als turcs amb la promesa que els respectessin la vida.
La flota es dispersà, dirigint-se uns als Orà, altres a Itàlia, Sardenya o Espanya. Les galeres de Doria, en què anava l'emperador, recalaren a Bugia, on passaren vint dies. Fins al 23 de novembre no amainà el temporal, i es dirigiren a Mallorca, on arribaren el 26 de novembre i a Cartagena, on arribaren l'1 de desembre.

## Conseqüències
El 1541, Francesc I de França va violar la Treva de Niça i va tornar a declarar la guerra a Espanya, aliat amb l'Imperi Otomà, Dinamarca i Suècia. Per això, es va preparar per allistar cinc exèrcits per combatre l'emperador Carles.